# Schwedische Alkoholpolitik
Die schwedische Alkoholpolitik geht zurück auf die Abstinenzbewegung des 19. Jahrhunderts in Schweden, die als Reaktion auf die umfassenden sozialen Probleme im Zusammenhang mit dem starken Alkoholkonsum dieser Zeit (nach Schätzungen etwa das Vier- bis Fünffache des heutigen Konsums) entstand.

## Die Abstinenzbewegung
Unter dem Einfluss amerikanischer und englischer Organisationen entstand in der zweiten Hälfte des 19. Jahrhunderts eine schwedische Abstinenzbewegung, die auf ihrem Höhepunkt 1910 fast eine halbe Million Mitglieder zählte und im Verein mit der freikirchlichen Erweckungsbewegung und der Arbeiterbewegung in Schweden einen wichtigen politischen Machtfaktor darstellte.
1909 wurde durch die Abstinenzbewegungen eine Unterschriftensammlung zur Unterstützung eines Totalverbotes von alkoholischen Getränken durchgeführt, die von 56 % der erwachsenen Bevölkerung unterstützt wurde. Dem standen starke wirtschaftliche Interessen von Privatpersonen und Firmen entgegen. Aber auch die Interessen des schwedischen Staates und seiner Gemeinden waren davon betroffen, da ein wichtiger Anteil des Steueraufkommens aus dem Verkauf von alkoholischen Getränken stammte.

## Das Bratt-System
In dieser Situation legte der Stockholmer Arzt Ivan Bratt einen Kompromissvorschlag vor, der die Verstaatlichung der Alkoholproduktion und des Alkoholvertriebes vorsah, um damit private Gewinninteressen auszuschalten. Gleichzeitig sollte der Alkoholkonsum durch eine Rationierung begrenzt werden. 1914 wurde die Rationierung von alkoholischen Getränken versuchsweise in Göteborg, Jönköping und Stockholm eingeführt und aufgrund der positiven Erfahrungen im ganzen Reich ab 1917. Anfangs konnten nur Männer über 25 Jahre und unverheiratete Frauen nach individueller Prüfung ein motbok (Rationierungsbuch) bekommen, sofern sie nicht durch Trunkenheit aufgefallen waren. Die maximale Ration (für Männer) schwankte während der Rationierungsperiode und lag gegen Ende der Periode (1955) bei 3 Litern Schnaps pro Monat.
In den 20er Jahren wurden auch der Import und Export (Vin & Spritcentralen) und der Vertrieb (Systembolaget) von alkoholischen Getränken in staatlichen Händen monopolisiert, später auch die Produktion.
Die Abstinenzbewegung begnügte sich aber nicht mit der Einführung des Bratt-Systems und forderte weiterhin ein Totalverbot. 1922 setzte sie im Reichstag die Durchführung einer Volksabstimmung durch. Das Verbot wurde nur mit einem knappen Ergebnis (51 % gegen und 49 % für das Verbot) abgewehrt, wobei die Frauen mehrheitlich für das Verbot (59 %) stimmten. Das Resultat der Volksabstimmung sicherte dem Bratt-System den Weiterbestand bis in das Jahr 1955.

## 1955 bis 1995

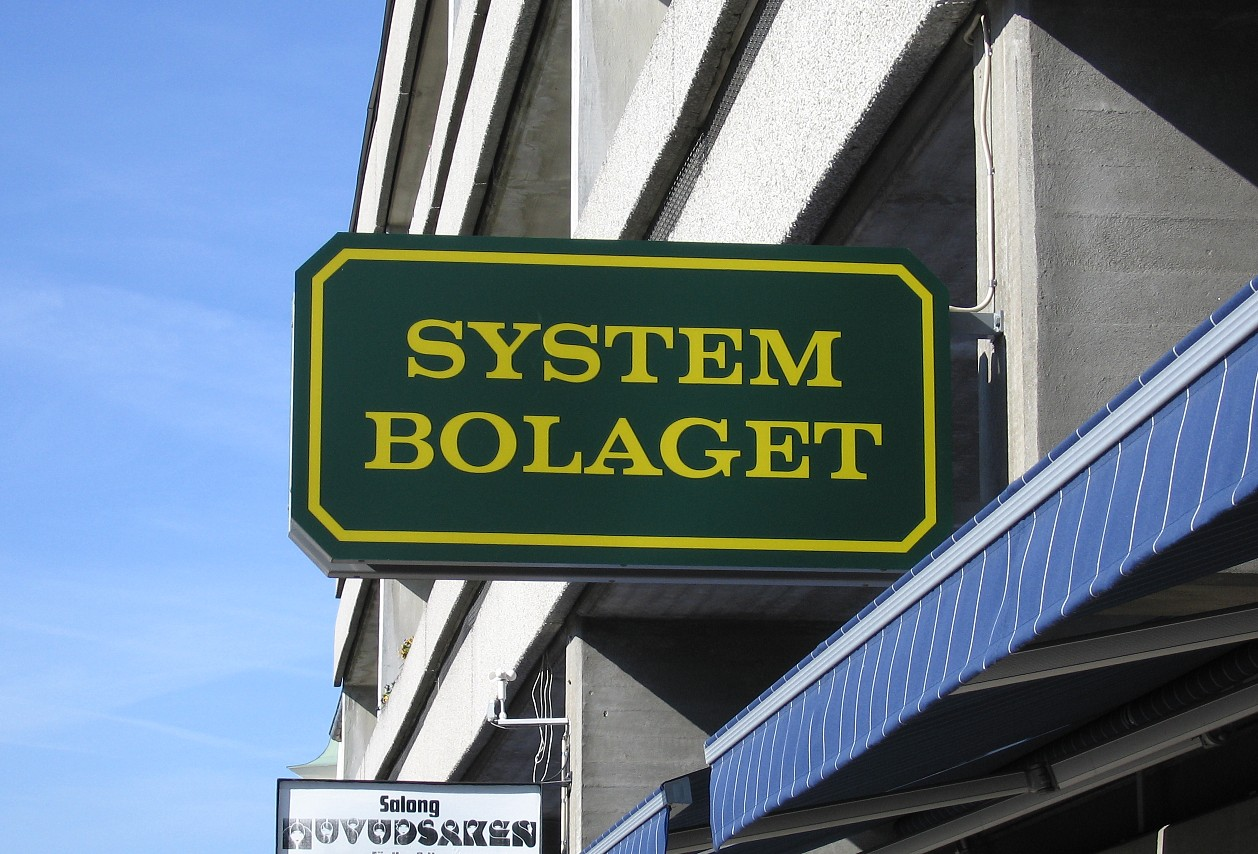
Systembolaget

1955 wurde das System der Rationierung abgeschafft. Stattdessen sollten positive Maßnahmen, wie verstärkte Aufklärung und Pflegeeinsätze, die Alkoholpolitik prägen. Aber sehr schnell zeigte sich, dass der Alkoholkonsum drastisch stieg, und 1957 wurden kräftige Preiserhöhungen (durch die Einführung hoher Alkoholsteuern) durchgeführt. Das Preisinstrument war in der Folge das wichtigste Mittel, um den Konsum zurückzuhalten. 1986 war der Alkoholkonsum in Schweden etwa 25 % höher als 1954, zählte aber im internationalen Vergleich dennoch zu den geringsten in Europa (ungefähr die Hälfte des deutschen Konsums).
Auch wenn die Rationierung aufgehoben worden war, wurde der Kauf alkoholischer Getränke durch restriktive Vertriebsformen erschwert. Alkoholische Getränke konnten nur in den wenigen staatlichen Alkoholläden (Systembolaget) gekauft werden. Die Öffnungszeiten waren restriktiv und die – in anderen Läden längst übliche – Selbstbedienung war nicht vorgesehen, was zu langen Warteschlangen und Wartezeiten von mehr als einer Stunde führen konnte.
Die hohen Preise führten zu einem umfangreichen Schwarzmarkt. Man nimmt an, dass etwa ein Viertel des konsumierten Alkohols aus Schwarzbrennereien stammte oder Schmuggelware war.
Seit 1991 wurde in manchen Systembolagets die Selbstbedienung eingeführt.

## Seit 1995
Mit dem Beitritt zur Europäischen Union 1995 veränderten sich die Voraussetzungen für die schwedische Alkoholpolitik radikal. Zwar konnte der schwedische Staat ein Detailhandelsmonopol für den Vertrieb beibehalten, aber Produktion, Import und Export mussten privatisiert werden.
Die in diesem Zusammenhang beschlossene Erleichterung des Privatimports von Alkohol gestattete nach schwedischer Rechtsauffassung lediglich das Mitbringen entsprechender Waren von Reisen. Wer im Ausland alkoholische Waren bestellen wollte, musste dies nach wie vor über die staatlichen Monopolläden des Systembolaget tun, die für ihren Service 17 Prozent des Preises und weitere Gebühren verlangten. Etwa vier Prozent der schwedischen Bevölkerung, d. h. knapp 300.000 Personen, hielten sich nach Angaben des Zentrums für sozialwissenschaftliche Alkohol- und Drogenforschung (SORAD) der Universität Stockholm nicht an die gesetzlichen Bestimmungen und führten – bislang illegal – über den Versandweg und andere Kanäle Alkohol aus dem Ausland ein.
Am 5. Juni 2007 entschied der Europäische Gerichtshof in Luxemburg jedoch, dass die schwedische Alkoholpolitik in Teilen gegen den Grundsatz des freien Warenverkehrs verstößt. Nach diesem Urteil sind die schwedischen Bürger künftig nicht mehr gezwungen, Spirituosen aus dem Ausland über Systembolaget zu ordern. Ihnen steht es nun frei, Alkohol direkt per Versandhandel (inkl. Internet) in anderen EU-Staaten zu kaufen. Sie müssen den eingeführten Alkohol allerdings verzollen. Kommentatoren erinnerten zudem daran, dass die Ware nach wie vor in Schweden auch versteuert werden müsse, der Alkohol dadurch nicht wesentlich billiger werde und die tatsächlichen Auswirkungen des Urteils möglicherweise nicht dramatisch seien. Von schwedischer Seite war ins Feld geführt worden, dass das Verbot der unkontrollierten Einfuhr dem Jugendschutz und der Volksgesundheit diene. Dieser Argumentation schlossen sich die Richter nicht an.
Zwischen 1996 und 2005 stieg der schwedische Alkoholkonsum nach Angaben des statistischen Zentralamtes um 21 Prozent. Seither ist jedoch ein leichter Rückgang der Zahlen zu registrieren, was Mats Ramstedt von SORAD damit erklärt, dass der erste Enthusiasmus über das gelockerte Einfuhrverbot nun nachzulassen beginne. Nach Auslandsreisen führen Schweden inzwischen weniger Alkohol ein. Im Jahr 2005 entfielen 38 Prozent des Alkoholkonsums auf Wein, 30 Prozent auf Bier, 25 Prozent auf Spirituosen und 7 Prozent auf sogenanntes Folköl, d. h. alkoholärmeres Bier bis maximal 3,5 Volumenprozent.

## Studie zur Abschaffung
2006 gab das Statens folkhälsoinstitut eine offizielle und unabhängige Studie in Auftrag, die die Auswirkungen nach Abschaffung des Alkoholmonopols untersuchen sollte. Die internationale Forschergruppe untersuchte dabei zwei Szenarien:

### Geschäfte mit Lizenz
Hierbei würden die Läden des Systembolaget durch private Geschäfte ersetzt, die Alkohol durch eine erworbene Lizenz verkaufen dürfen, sogenannte „spezialisierte Alkoholgeschäfte“. Nach einem solchen Szenario erwarten die Forscher eine Steigerung der Zahl entsprechender Geschäfte von 400 (2006) auf 1.200. Das gesamte Alkoholsortiment würde an Angeboten zunehmen, jedoch würde das Sortiment in einzelnen Geschäften kleiner sein als das Sortiment eines staatlichen Ladens. Das Preisniveau, so die Forschergruppe, würde durchschnittlich auf dem jetzigen Stand bleiben. Allerdings würde der Alkohol in schwach bevölkerten Gebieten teurer werden, während in den Städten mit Lockrabatten und damit verbundenen Preissenkungen gerechnet wird. Die Öffnungszeiten würden etwa zehn Stunden pro Woche länger. Bei den Alterskontrollen würde dieselbe Effektivität erreicht, allerdings nur wenn das Personal gleich ausgebildet und die Kontrollen genauso strikt ausgeführt würden. Der Alkoholkonsum würde, u. a. durch Radio- und Fernsehwerbung, um etwa fünf Prozent steigen.

### Lebensmittelgeschäfte
Das zweite Szenario sieht den Verkauf alkoholischer Getränke in Lebensmittelgeschäften vor, ein Szenario also, das mit der Situation in Deutschland, Österreich und der Schweiz durchaus vergleichbar ist. Hier sehen die Forscher eine Steigerung der Verkaufsstellen auf bis zu 8.000 Geschäfte. Das Sortiment in einem durchschnittlichen Laden wäre deutlich kleiner als in einer durchschnittlichen Verkaufsstelle des Systembolaget, während sich die Öffnungszeiten, also die Möglichkeit des Erwerbs alkoholischer Getränke, durch die liberalen Gesetze auf 84 Stunden pro Woche (inkl. Sonntag) ausweiten würden. Die erwartete Einführung von ladeneigenen Alkoholmarken wie beispielsweise ICA-Wein würde eine geringfügige Preissenkung bis 5 % mit sich ziehen. Der Alkoholkonsum würde, u. a. durch Radio- und Fernsehwerbung und private Geschäftspolitik, um etwa 8 % steigen. Bei den Alterskontrollen würde eine geringere Effektivität erwartet.

#### Absolute Zahlen
Eine Privatisierung hätte laut Studie folgende Veränderung zur Folge (Privat mit Lizenz/Lebensmittelgeschäfte):
- Mehr Todesfälle, etwa im Straßenverkehr (+700/+1.580)
- Mehr Fälle von Misshandlung (+6.700/+14.200)
- Mehr Krankschreibungen (+7,3 Mio. Tage/+16 Mio.)

## Einfuhrbedingungen
Die Einfuhr von Alkohol für den privaten Gebrauch ist, wie in den anderen EU-Ländern auch, so geregelt, dass die Steuern in dem Land erhoben werden, in dem der Alkohol erworben wurde. Im Gegensatz dazu wird bei kommerzieller Einfuhr die Steuer in dem Land erhoben, in dem der Alkohol konsumiert wird. Eine Privatperson, die Alkohol für sich in einem fremden Land kauft, zahlt dort die Steuern. Steuerfrei darf Alkohol nach Schweden eingeführt werden, wenn
- er für den eigenen Gebrauch oder die eigene Familie gedacht ist (nicht jedoch für Freunde und Bekannte)
- und wenn die Waren persönlich, z. B. im Gepäck, transportiert werden.

Alkohol darf nur von Personen eingeführt werden, die mindestens 20 Jahre alt sind. Ob die Einfuhr für den eigenen Gebrauch ist oder ob es sich um eine kommerzielle Einfuhr handelt, bestimmt das schwedische Zollamt, Tullverket, anhand von Obergrenzen, die EU-weit als Richtlinien anerkannt sind, und der Art des Alkoholtransports. Als Obergrenzen für die Einfuhr aus EU-Ländern werden zehn Liter Spirituosen, 20 Liter Starkwein oder andere Zwischenprodukte, 90 Liter Wein (davon höchstens 60 Liter Schaumwein) und 110 Liter Bier angesehen. Wenn man glaubhaft machen kann, dass die alkoholischen Getränke für Privatgebrauch (z. B. ein größeres Fest) bestimmt sind, können die Angestellten der Zollbehörde auch größere Mengen zulassen. Für Reisen aus Nicht-EU-Ländern gelten andere Regelungen.